# Glenbuchat Castle

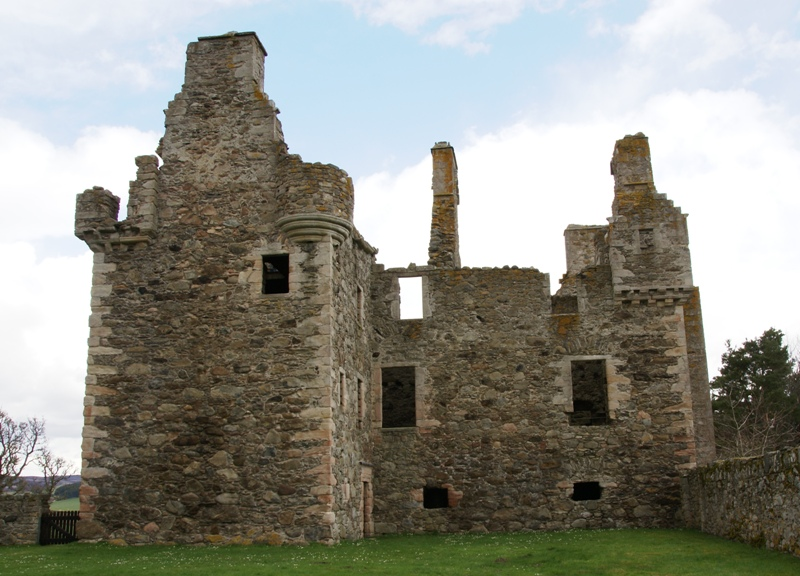
Glenbuchat Castle met de ingang aan de rechterzijde van de toren (links)

Glenbuchat Castle is een laat-zestiende-eeuws kasteel, gelegen zes kilometer ten noordoosten van Strathdon en 9,6 kilometer ten westen van Kildrummy in de Schotse regio Aberdeenshire.

## Geschiedenis
Glenbuchat Castle werd in 1590 gebouwd door John Gordon of Cairnburrow ter gelegenheid van zijn tweede huwelijk met Helen Carnegie. De naam verwijst naar de vallei Glen Buchat gelegen tussen de rivieren Water of Buchat en de Don.
In 1701 kwam het kasteel in handen van de Gordons of Knockespock, die het interieur van het kasteel veranderden.
John Gordon of Knockespock, bijgenaamd Old Glenbuchat, was eigenaar van het kasteel tussen 1701 en 1738 en een fervent Jacobiet. John Erskine, 23ste graaf van Mar, bezocht hem in 1715, kort voordat de Jacobieten zich verzamelden in Braemar en de standaard van koning Jacobus III werd gehesen. Deze opstand faalde. Sir John was ook betrokken bij de opstand in 1745 waar de Jacobieten de zoon van Jacobus, Bonnie Prince Charlie op de troon wilden plaatsen. Zijn reputatie was dusdanig dat er werd beweerd dat George II van Groot-Brittannië nachtmerries over Sir John had.
In 1738 was het kasteel niet meer in gebruik als residentie. In 1745 werd Glenbuchat Castle geconfisqueerd vanwege de betrokkenheid van generaal Gordon in de Jacobietenopstand van dat jaar.
Het kasteel werd in 1840 ontdaan van het dak. In 1901 kocht James Barclay het kasteel en begon het te restaureren. In 1946 kwam het kasteel in staatsbeheer.

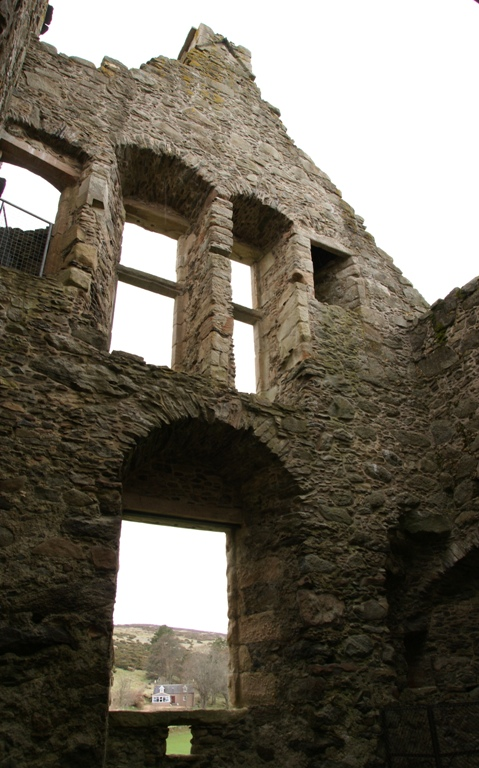
Interieur met het vierdelige raam uit 1701.

## Bouw
Glenbuchat Castle is een woontoren met een Z-vormige plattegrond. Het kasteel had een centrale hal op de eerste verdieping. Eronder lagen de keuken en opslagruimtes. De kamers op de tweede verdieping in de uitstekende torens dienden als privévertrekken. Vanaf de eerste verdieping beginnen een tweetal wenteltrappen in torentjes, die aan de buitenzijde worden ondersteund door boogjes. Deze boogjes kwamen van een stijl die populair was in Frankrijk.
Boven de ingang staat de tekst nothing on earth remains bot faime (niets is blijvend behalve eer) en John Gordone Helen Carnegie 1590.

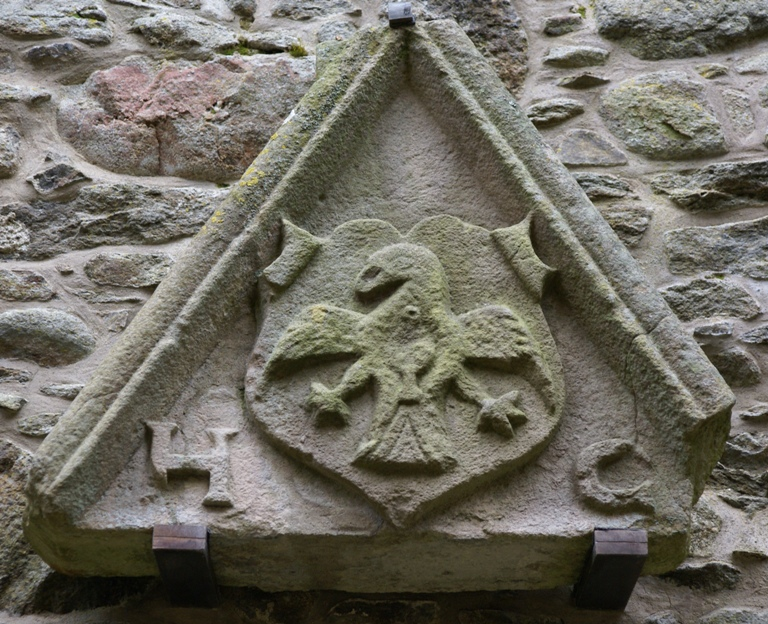
Het wapen van Helen Carnegie.

In 1701 werd de hal opgedeeld in twee kleinere kamers, het hoge plafond werd verlaagd en extra verdieping werd toegevoegd. Ook werd een groot vierdelig raam aangebracht die de kamers moest verlichten.

## Beheer
Glenbuchat Castle wordt sinds 1946 beheerd door Historic Environment Scotland, net als Kildrummy Castle en Corgarff Castle.